# Friedrich Eduard Noback
Friedrich Eduard Noback (* 28. Februar 1815 in Krefeld [oder Marburg]; † 9. September 1883 in Berlin) war ein deutscher handelswissenschaftlicher Schriftsteller und Kaufmann.

## Leben
Friedrich Eduard Noback war der Sohn des handelswissenschaftlichen Schriftstellers Johann Christian Noback und jüngerer Bruder von Karl August Noback, ebenfalls ein Autor auf diesem Sachgebiet.
Von 1849 bis 1863 war er Direktor der Handelslehrschule in Chemnitz und wechselte dann nach Dresden, wieder als Direktor der dortigen Handelslehrschule. Ab 1873 war sein Lebensmittelpunkt Marburg. Dann zog er nach Berlin und arbeitete ab 1874 im Handelsministerium.
In Gemeinschaft mit seinem Vater Johann Christian Noback bearbeitete er dessen Hauptwerk Vollständiges Handbuch der Münz-, Bank- und Wechselverhältnisse aller Länder und Handelsplätze (Rudolstadt 1833) als Vollständiges Taschenbuch der Münz-, Maß- und Gewichtsverhältnisse etc. (Leipzig 1841–50, 2 Bände) neu. Danach veröffentlichte er weitere Schriften über Handelswissenschaft und -korrespondenz. Noback war Mitglied der Dresdner Freimaurerloge Zum goldenen Apfel.
Sein Sohn Gustav Noback war als Brauereitechniker in Prag tätig.

## Werke
- Vollständiges Taschenbuch der Münz-, Maass- und Gewichts-Verhältnisse, der Staatspapiere, des Wechsels- und Bankwesens und der Usanzen aller Länder und Handelsplätze. Brockhaus, Leipzig 1851.
- Der Kaufmann als Lehrling, Commis und Principal. 3 Bde., Wigand 1842–1850, 2. Aufl. 1859.
- Ueber Wechsel und Wechselrecht. Berlin, Gumprecht 1845.
- Systematisches Lehrbuch der Handelswissenschaft. Berlin 1848.
- Allgemeines Börsen- und Contorbuch. 3 Bde., Gumprecht, Leipzig 1861.
- Deutsch-englisches Handels-Correspondenz-Lexikon. 1865.[3]
- Vollständige Handelscorrespondenz in deutscher und englischer Sprache. Gumprecht, Leipzig 1859, 6. Aufl. 1876.
- Die Handelswissenschaft.  4. Auflage, Wigand, Leipzig 1886.